# Geissorhiza lithicola
Geissorhiza lithicola är en irisväxtart som beskrevs av Peter Goldblatt. Geissorhiza lithicola ingår i släktet Geissorhiza och familjen irisväxter. Inga underarter finns listade i Catalogue of Life.